# 스팁 (영화)
스팁(Steep)은 미국에서 제작된 마크 오벤호스 감독의 2007년 다큐멘터리 영화이다. 잉그리드 백스트롬 등이 주연으로 출연하였다.

## 출연

### 주연
- 잉그리드 백스트롬
- 앤셀 바우드

### 조연
- 글렌 플레이크